# Ooid

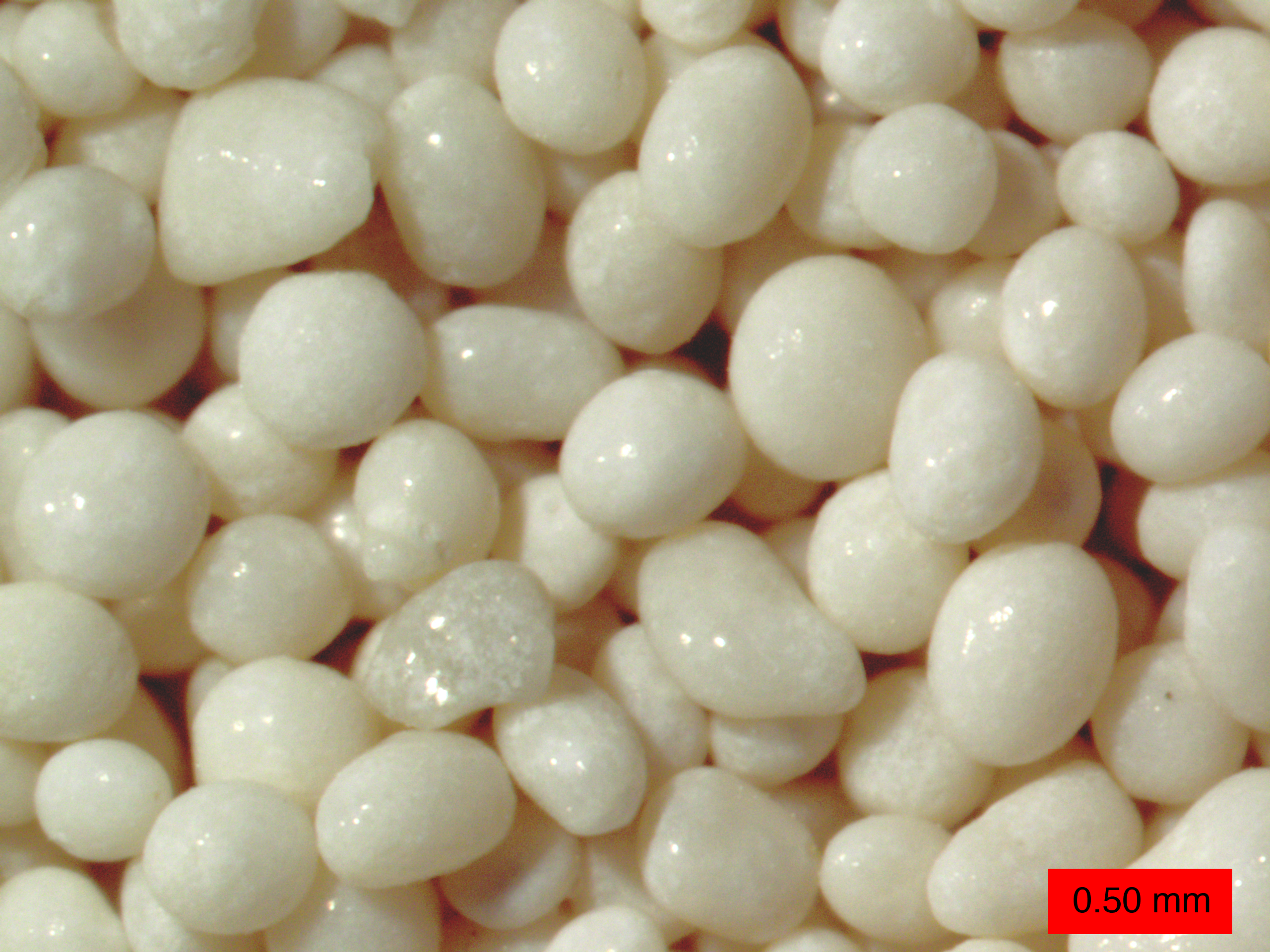

Ooid (owoid, sferoid) – mniej lub bardziej kuliste ziarno skalne, zbudowane z detrytycznego jądra (np. okruchu mineralnego lub fragmentu muszli) otoczonego koncentrycznymi powłokami (laminami), mające nie więcej niż 2 milimetry średnicy. Ooidy tworzą się zwykle w środowiskach płytkomorskich wskutek chemicznego wytrącania się lamin na powierzchni jądra w ruchliwym środowisku strefy litoralnej. Laminy najczęściej zbudowane są z węglanu wapnia (kalcytu albo aragonitu), rzadziej z szamozytu, syderytu, turyngitu, hematytu lub krzemionki.
Skały zbudowane z ooidów to oolity.